# Friedrich Kress von Kressenstein

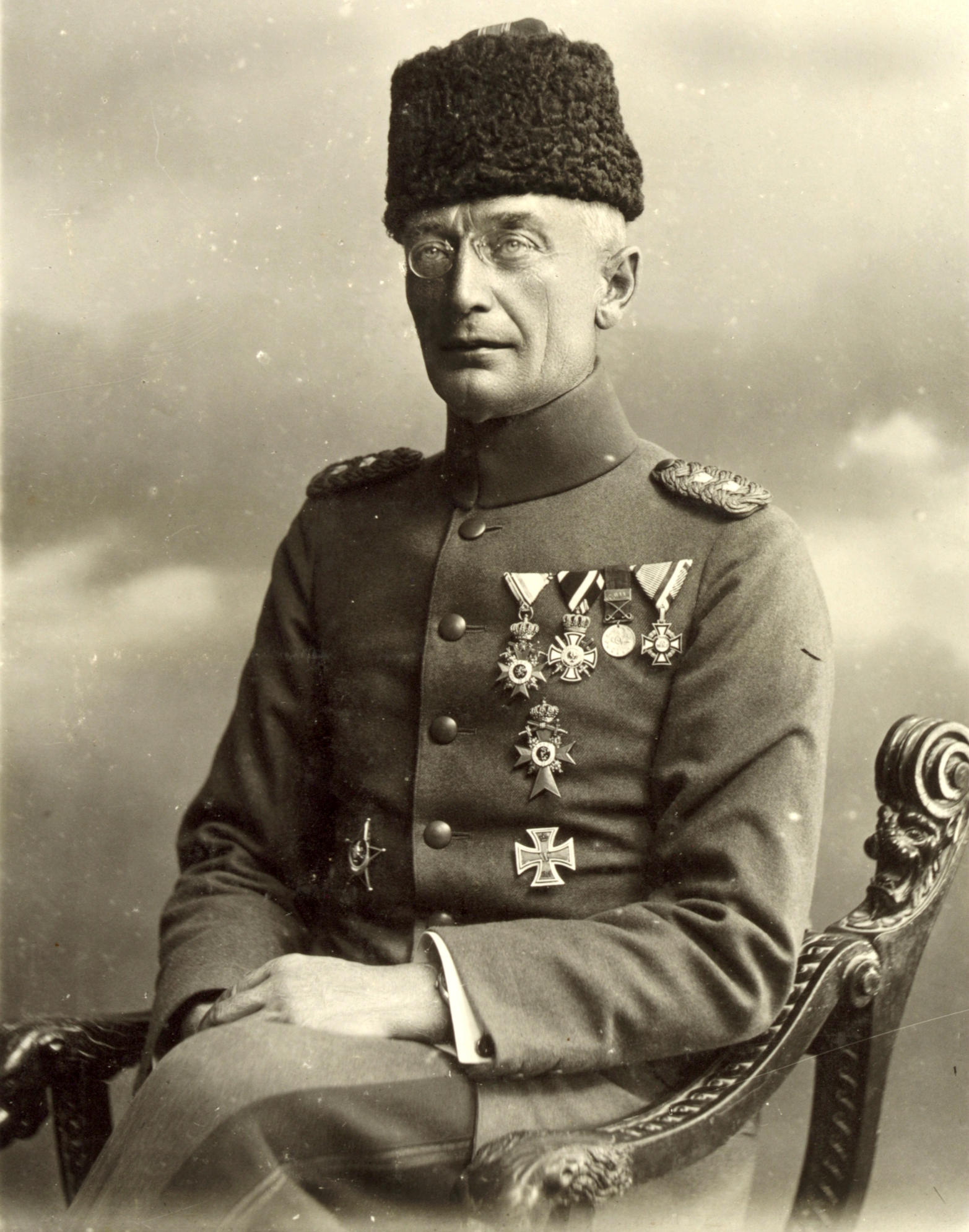
Friedrich Freiherr Kreß von Kressenstein en 1916 con uniforme otomano.

Friedrich Freiherr Kress von Kressenstein (Núremberg, 24 de abril de 1870 - Múnich, 16 de octubre de 1948) fue un general alemán, miembro del grupo de oficiales alemanes que ayudaron en la dirección del Ejército otomano durante la Primera Guerra Mundial. Kress von Kressenstein fue parte de la campaña militar de Otto Liman von Sanders, que llegó a Turquía poco antes de que estallase la Primera Guerra Mundial.
Von Kressenstein provenía de una familia noble de Núremberg. Su padre, Georg Kress von Kressenstein (1840-1911), fue un juez de la corte suprema. Von Kressenstein se unió el ejército bávaro como un alférez de artillería en 1888.

## Primera Guerra Mundial

### Palestina
Se unió al ejército de Cemal Pashá en Palestina como ingeniero militar y más tarde director del personal. Cemal Pasha fue el encargado por el dirigente turco Enver Pashá de capturar o inutilizar el Canal de Suez. Su esfuerzo se le apoda la primera ofensiva del Suez y ocurrió en enero de 1915. Kress von Kressenstein fue el responsable por crear barcas especiales para cruzar el canal (pontones) así como organizar una travesía en el desierto Sinai. Mientras el desierto fue cruzado con pequeñas bajas humanas, los británicos eran conscientes de su aproximación y su ataque en el Suez no fue una sorpresa para los defensores. Las fuerzas turcas fueron repelidas fácilmente y después de dos días de lucha,  retrocedieron. Los pontones especiales de Kress von Kressenstein jamás fueron utilizados.
Más de un año pasó cuándo los turcos intentaron un segundo ataque en el Suez. Con Cemal Pashá dirigiendo asuntos de su base en Damasco, Kress von Kressenstein dirigió un enorme ejército otomano a través del desierto del Sinaí, otra vez. Este ataque se encontró con una fuerte fortificación defensiva británica fuerte en Romani, 40 kilómetros (25 millas) al este del canal. El ejército otomano preparó un importante asalto en conjunto de piezas en Romani, planificado para el 3 de agosto de 1916 (ver Batalla de Romani para una descripción más detallada). El ataque fue repelido y una vez más los turcos retrocedieron hacia sus bases en Palestina.
Los británicos respondieron con un ataque propio. Capturaron algunos fuertes pequeños turcos en el Sinaí, construyeron un ferrocarril y tuberías de agua a través del desierto y entonces lanzaron un asalto hacia el fuerte otomano en Gaza. Kress von Kressenstein estaba a cargo de las defensas otomanas junto con el general otomano Tala Bey. En la Primera Batalla de Gaza (marzo de 1917), los británicos fueron derrotados, en gran parte debido a sus propios errores. En la Segunda Batalla de Gaza en abril de 1917, los británicos fueron derrotados nuevamente, el crédito para esta victoria es en gran parte hacia Kress von Kressenstein.
Los británicos retiraron a sus fracasados generales y les reemplazó con el general Allenby. Los otomanos también reemplazaron sus altos mandos, llevando al anterior jefe del Estado Mayor alemán, General von Falkenhayn. Kress von Kressenstein continuó como comandante de la 8.º división del ejército turco que defiende Gaza y también se le otorgó el premio más importante de Prusia, la Pour le Mérite.
En noviembre de 1917, los británicos bajo el mando del general Allenby incumplió las posiciones defensivas de los otomanos en la Batalla de Beersheba y la Tercera Batalla de Gaza. Kress von Kressenstein fue capaz de retirar sus tropas vencidas en orden bastante bueno a las nuevas posiciones defensivas en el norte.

### Cáucaso
A mediados de 1918, con la alianza entre Alemania y el Imperio otomano hecha añicos, Kress von Kressenstein fue enviado con un pequeño ejército alemán a una travesía a Georgia, nación protegida por Alemania después de su independencia. Ayudó a frustrar la invasión de la región georgiana de Abjasia por parte del Ejército rojo.

## Vida posterior
Kress von Kressenstein se retiró del ejército alemán en 1929 y falleció en Múnich en 1948.
Escribió La campaña en Palestina del lado del enemigo, publicado en el Real United Services Institutes, y también sus memorias Mi misión en el Cáucaso, que fue publicada en Tiflis (Georgia) en 2001.

## Premios y condecoraciones
- Pour le Mérite (Prusia)
- Caballero de la Orden Militar de Max Joseph (Baviera)
- Oficial de la Orden del Mérito Militar (Baviera)
- Caballero de la Orden de Hohenzollern
- Cruz de hierro de 1914, 1.ª clase (Prusia)
- Orden del Medjidie, 4.ª clase (Imperio otomano)